# Pauline van den Driessche
Pour les articles homonymes, voir Van den Driessche et Driessche.
Pauline van den Driessche (née en 1941) est une mathématicienne britannique-canadienne, spécialiste de mathématiques appliquées. Ses sujets de recherche comprennent la biomathématique, l'analyse matricielle (en) et la théorie de la stabilité.

## Formation et carrière
Pauline Van den Driessche obtient son BA puis sa MA en 1961 et 1963 à l'Imperial College de Londres. En 1964 elle soutient à l'université d'Aberystwyth une thèse sur la mécanique des fluides,,. Après un an dans cette université en tant qu'assistante chargée de cours, elle est recrutée en 1965 à l'université de Victoria au département de mathématiques et de statistique et à celui de l'informatique,, où elle enseigne jusqu'à sa retraite en 2006,.

## Contributions
Dans le domaine de la biomathématique, ses contributions comportent d'importants travaux sur les équations différentielles retard et sur les bifurcations de Hopf, ainsi que les effets de l'évolution de la taille de la population et de l'immigration sur les épidémies.
Elle a également effectué des recherches plus fondamentales en algèbre linéaire, motivées par des applications en biologie mathématique. Son travail dans ce domaine comprend des contributions pionnières à la théorie de la théorie matricielle combinatoire dans laquelle elle a révélé les connexions entre le sign pattern d'une matrice et sa stabilité,, ainsi que des résultats sur la décomposition matricielle.

## Publications
- Mathematical approaches for emerging and reemerging infectious diseases models, methods, and theory
- Mathematical epidemiology

## Prix et distinctions
En 2005, la revue Linear Algebra and its Applications lui consacre un numéro spécial,. En 2007 elle est lauréate du prix Krieger-Nelson de la Société mathématique du Canada et elle est invitée à donner la première conférence Olga Taussky-Todd, lors du Congrès international de mathématiques industrielles et appliquées organisé par le Conseil international des mathématiques industrielles et appliquées et l'Association for Women in Mathematics.
En 2013, elle est élue à la Society for Industrial and Applied Mathematics « pour ses contributions à l'algèbre linéaire et à la biologie mathématique ».
En 2022 elle reçoit le prix Hans-Schneider.